# Cesare Ripa

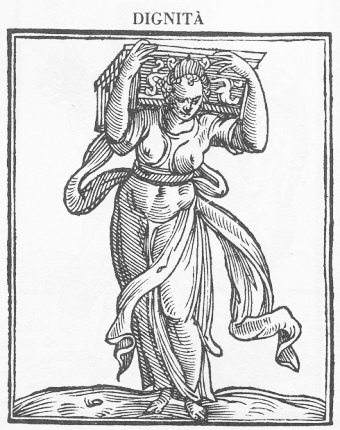
Allegori ur Ripas Iconologia: Dignità – ”Värdigheten” (träsnitt).

Cesare Ripa, född cirka 1555 i Perugia, död 1622 i Rom, var en italiensk författare och estetiker.
Ripa publicerade 1593 Iconologia (fullständig titel Iconologia overo Descrittione Dell'imagini Universali cavate dall'Antichità et da altri luoghi), som kom att bli en inflytelserik bok i emblematik. I Iconologia presenterar Ripa allehanda allegorier med förklarande kommentarer och ibland även med en illustration.